# Lee Dae-ro, jug-eul sun eobtda
Lee Dae-ro, jook-eul soon eobs-da (이대로, 죽을 순 없다?), noto anche con i titoli internazionali Lee Dae-ro Can't Die e Short Time, è un film del 2005 diretto da Lee Young-eun.

## Trama
Agli occhi di Hyun-ji, la propria bambina, Dae-ro è un "papà eroico"; in realtà, l'uomo è un poliziotto donnaiolo e corrotto. Improvvisamente Dae-ro scopre di avere un tumore al cervello in fase terminale, che gli avrebbe lasciato al massimo tre mesi: avendo un'assicurazione sulla vita, decide così di dimostrare a Hyun-ji il suo affetto per lei e suicidarsi, per fare in modo che Hyun-ji non abbia in futuro problemi economici. In seguito, Dae-ro scopre però che il suicidio dovrà apparire come un decesso accidentale.

## Distribuzione
In Corea del Sud la pellicola è stata distribuita dalla ShowEast a partire dal 18 agosto 2005.